# 陈谧
陈谧（?—?），字康公，鄞（今浙江宁波）人，北宋藏书家。素好藏书，时与大藏书家楼郁齐名。
北宋嘉祐八年（1063年），进士及第。元丰七年，出知华亭县（今属上海市）。陈谧“民事佛有羡余率尽以施浮屠，先圣庙则湫隘卑陋，谧始议兴学，会以事罢去。”
陈谧一家住在忠谏里，三代热衷藏书。陈谧逝世时，词家舒亶进挽联：“尘埃满匣空鸣剑，风雨归舟只载书”。
子陈禾、孙陈曦。陈曦著有《藏书记》，劝告后人继续藏书的事业。